# Hartford Courant

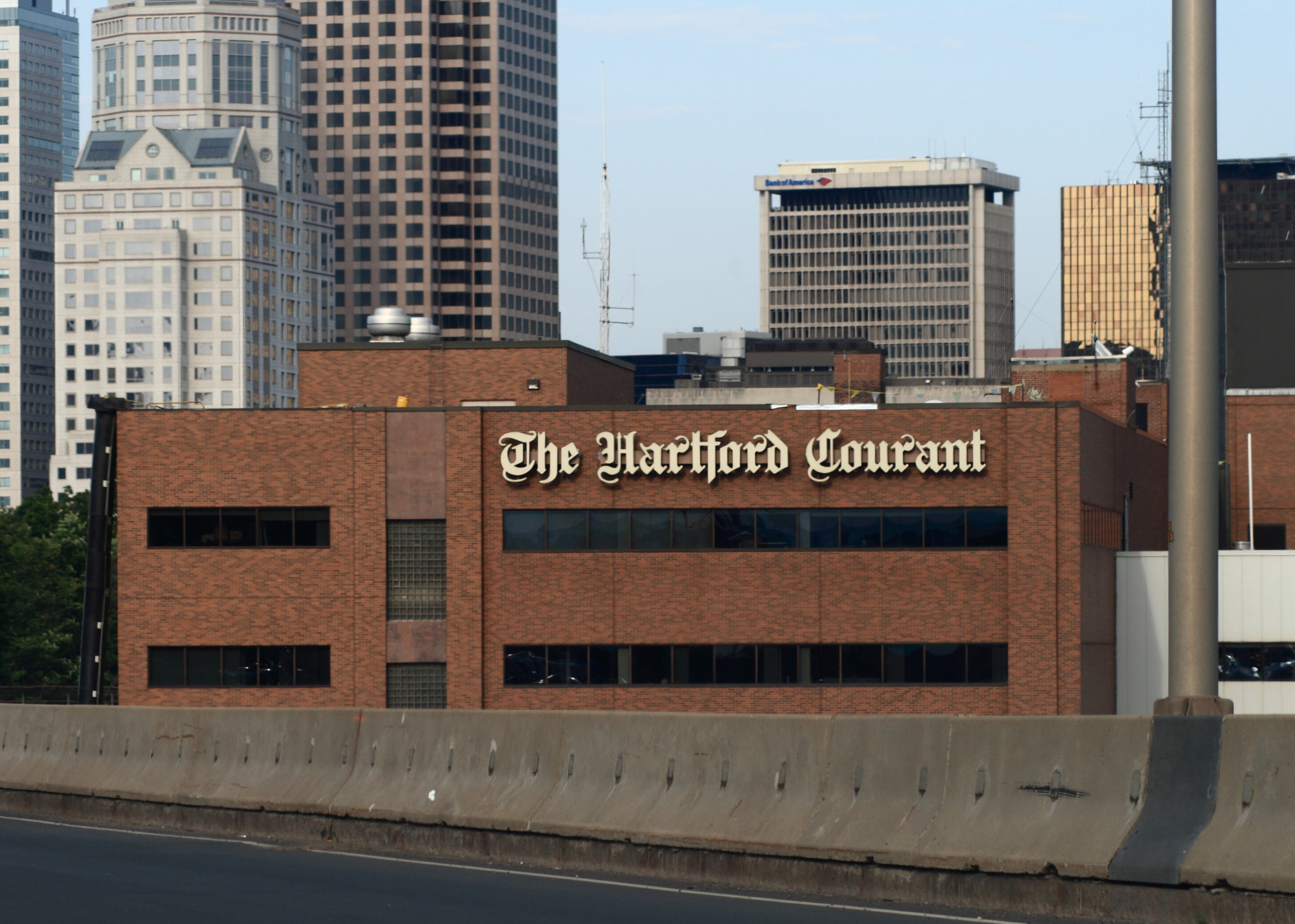
Redaktionsbyggnaden.

The Hartford Courant är den äldsta dagstidningen i USA. Den började utkomma 1764, vilket förklarar dess slogan Older than the Nation (Äldre än nationen), eftersom USA utropade sin självständighet först 1776. Ursprungligen hette den The Connecticut Courant.
Hartford Courant ges ut i Hartford, Connecticut. Den är delstatens största dagstidning, med en vardagsupplaga på 186 500 exemplar (2005). Tidningen läses dagligen av i genomsnitt 487 000 personer. Ännu fler besöker regelbundet tidningen webbplats.
Tidningen var länge oberoende, men blev år 1979 uppköpt av Times Mirror, moderbolag för Los Angeles Times. Detta företag förvärvades i sin tur av Tribune Corporation år 2000.